# Dimetilsulfòxid
Dimetil sulfòxid (DMSO) és un compost d'organosofre amb la fórmula (CH₃)₂SO. És un líquid incolor que és un important solvent polar i solvent apròtic que dissol ambdós compostos polars i no polars i és miscible en un ampli rang de solvents orgànics com també en l'aigua.

## Síntesi i producció
Va ser sintetitzat primer per Alexander Zaytsev, el 1867. El dimetil sulfòxid es produeix a partir del sulfur de dimetil, un subproducte del Procés Kraft per oxidació amb oxigen o diòxid de nitrogen.